# 覚花一心流
覚花一心流（こうかいっしんりゅう）は、かつて備中商家の花本家家内で伝承された途絶えた流派。

## 歴史
初代とされている巓崢宗弘だが実の名前は不明である。最初、表千家の指導を受けていたことは確かなようだ。商家に生まれるが元来より僧に興味があり幾多の寺に参禅に行ったようだ。しかし、どうやらこの頃から禅・侘び・寂びについて考え出すようになり、終には「すべての茶家は本義を忘れている」と批判し、別派した。いわゆる世間からは非公式な流派ということになる。本来弾圧されるだろうはずだが、その経済力を基盤に寺子屋などを支援していたため周囲下級層から多くの信頼を勝ち得た。流儀については「私事」として家内から出し広めることはなかった。

## 特徴
他の流派と比べたとき、大きく分けると２つの相違点がある。①商家において伝承されていること　②その内容がどこの流派のものなのかわからないことがこの流派の最大の特徴である。
商家においての伝承（＝為政者の傘下に入らなかった・家内において伝承）という点は、この流派にとってスポンサーがいないことと第三者の干渉がなかったことを示し、独自独特の侘び茶観念を保つ要因となった。オリジナリティーの言葉は数奇屋道を指し、現在一般で言われる茶道(千家流など代表流派）からは少し趣向が離れる。初代巓崢宗弘は当時の本義を見失った祭り茶法に疑問を抱き、伝統文化としての茶道ではなく、渡世としての茶道でもなく、巓崢宗弘の言う「真の茶の湯」を追求したようだ。結果、他に見ない内容を含むことになる。例えば織部流のように「侘茶法」と「式典茶法」に分かれている。ただ違う点は「侘び」では薄茶のみであり、「式典」では濃茶のみである。また軸より花が重視されている。この点においては「茶会の趣向に花を合わせるのではなく、美しいと感じた花に道具を合わせてこそ風流」という意図があるようだ。建水を持って入るときは右手に蓋置と柄杓を持たせる。大寄せ・献茶は行わない。奥伝は水屋点前。と、その内容は古式と独自のスタイルと、他流派から見れば非常識ばった流派である。
しかし、現在ある茶道と比較する材料としては興味深いものがある。